# Carcelia laticauda
Carcelia laticauda là một loài ruồi trong họ Tachinidae.